# Андре-Шарль Буль
Андре-Шарль Буль (фр. André-Charles Boulle, 11 листопада 1642, Париж — 29 лютого 1732, там само) — майстер мебляр Франції. Зразки меблів Буля були такі популярні, що породили, так званий «стиль Буль» в 17 і в 19 століттях, коли часто копіювались.

## Канва біографії
Лише наукове дослідження меблів і майстрів по їх виготовленню дали змогу відновити канву біографію ремісника 17 століття, що уславився виготовленням меблів.

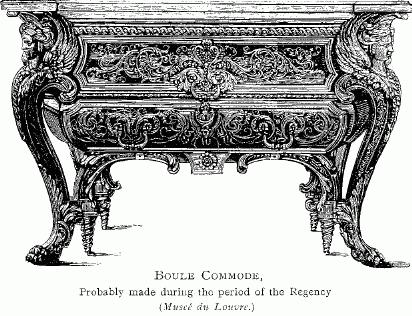
Комод для короля роботи Шарля Буля, малюнок.

Походить з протестантської родини, що перебралася в Париж з Голландії, його батько Йоган Болт.
Народився в Парижі. Був одружений. У родині було чотири сини, які працювали в майстерні батька.
- Жан-Філіпп (Jean-Philippe; 1678-1744)
- П'єр-Бенуа (Pierre-Benoît; 1680-1741)
- Андре-Шарль, прозваний «Буль у соку» (André-Charles II, « Boulle de Sève »; 1685-1745)
- Шарль-Жозеф (Charles-Joseph; 1688-1754)

Твори Буля стали відомі могутньому міністру Кольберу, який і доповів про майстра королівській родині. Буль довго працював в палаці Версаль. За розпорядженням всемогутнього на той час Кольбера майстру відвели житло в палаці Лувр, покинутому королівською родиною заради Версаля. Спорожнілий палац почали використовувати для майстерень, друкарні і як гуртожиток для небагатих художників, викладачів Паризької академії мистецтв і ремісників.
Андре-Шарль Буль настільки уславився своїми меблями, що працював на замовлення для короля Франції, короля Іспанії, вельмож Франції. З 1672 р. — придворний мебляр короля Людовика XIV.
Працював в техніці маркетрі, комбінуючи її з іншими матеріалами (дерево з пластинами міді, бронзи, слонової кістки, перламутром тощо). Витвори Буля швидко стали предметами копіювання і фальсифікацій. За зразками меблів Буля творили майстри — меблярі Італії, Голландії тощо.
Зразки меблів Шарля Буля зберігають великі музеї світу (Лувр, Париж, Ермітаж, Петербург, Метрополітен-музей, Художній інститут Чикаго тощо).